# American Tragedy (Hollywood Undead)
American Tragedy è il secondo album in studio del gruppo musicale statunitense Hollywood Undead, pubblicato il 4 aprile 2011 dalla A&M Records.

## Tracce
1. Been to Hell – 3:23 (Jorel Decker, Daniel Murillo, George Ragan, Jordon Terrell)
2. Apologize – 3:27 (Jorel Decker, Daniel Murillo, George Ragan, Matthew St. Claire, Jordon Terrell)
3. Comin' in Hot – 3:43 (Dylan Alvarez, Daniel Murillo, Jordon Terrell)
4. My Town – 3:36 (Dylan Alvarez, Daniel Murillo, George Ragan, Matthew St. Claire)
5. I Don't Wanna Die – 3:59 (Jorel Decker, Daniel Murillo, George Ragan, Jordon Terrell)
6. Hear Me Now – 3:34 (Jorel Decker, Daniel Murillo, George Ragan)
7. Gangsta Sexy – 3:54 (Dylan Alvarez, Daniel Murillo, Jordon Terrell)
8. Glory – 3:34 (Jorel Decker, Daniel Murillo, George Ragan)
9. Lights Out – 3:51 (Dylan Alvarez, Jorel Decker, Daniel Murillo, Jordon Terrell)
10. Coming Back Down – 3:23 (Jorel Decker, Daniel Murillo, George Ragan)
11. Bullet – 3:18 (Jorel Decker, Daniel Murillo, George Ragan, Jordon Terrell)
12. Levitate – 3:24 (Jorel Decker, Daniel Murillo, George Ragan, Jordon Terrell)
13. Pour Me – 4:03 (Jorel Decker, Daniel Murillo, George Ragan)
14. Tendencies – 3:32 (Jorel Decker, Daniel Murillo, George Ragan, Matthew St. Claire)

Tracce bonus nella versione deluxe
1. Mother Murder – 4:10 (Jorel Decker, Daniel Murillo, George Ragan, Jordon Terrell)
2. Lump Your Head – 3:37 (Dylan Alvarez, Jorel Decker, Daniel Murillo, George Ragan, Matthew St. Claire, Jordon Terrell)
3. Le deux – 3:45 (Dylan Alvarez, Jorel Decker, Daniel Murillo, George Ragan, Jordon Terrell)
4. S.C.A.V.A. – 4:04 (Daniel Murillo, George Ragan)

## Formazione
- Danny – voce, chitarra, tastiera
- Charlie Scene – voce, chitarra
- Funny Man – voce
- J-Dog – voce, chitarra, tastiera, sintetizzatore
- Johnny 3 Tears – voce, basso
- Da Kurlzz – batteria, percussioni, voce

## Classifiche
| Classifica (2011) | Posizione massima |
| ----------------- | ----------------- |
| Stati Uniti       | 4                 |